# Robert Johnson and Punchdrunks
Robert Johnson and Punchdrunks är ett svenskt instrumentalrockband grundat av Robert Johnson. Bandet bildades i Solna 1992 och har genom åren haft ett stort antal medlemsbyten, där endast Robert Johnson varit medlem under alla år.
Gruppen hade sin storhetstid kring albumet Fried on the Altar of Good Taste, en skiva som såldes i 10000 exemplar. Bandet turnerade i hela Europa och blev i samband med detta tillfrågade om att stå för filmmusiken till Fredrik Lindströms långfilm Känd från TV. Detta resulterade i albumet Cinemascope-A-Dope, som består av både nyskrivet och tidigare utgivet material.
På skivan Taste the Whup at Oki Dog lämnade gruppen den rena gitarrbaserade musiken och gick över till en mer elektronisk musik, starkt inspirerad av filmmusik från 1970- och 1980-talen. En stil som kallats "post apocalyptic surf" och som vidareutvecklades på de kommande skivorna, med undantag för Traynor in Heaven for Link Wray, som är en återgång till rötterna i surf- och garagerock.
Den 21 juni 2016 meddelade Robert Johnson att gruppen inte längre existerade, då han själv inte längre hade kvar intresset för att spela gitarr. I februari 2017 gavs dock ett avslutande album ut, Morte di Seeburg, producerat av Johan Skugge. Ganska snart återuppväcktes dock Robert Johnsons intresse för musiken och tillsammans med Skugge bildade han Cantona Gut System. Duon gav ut albumet Yoko: The Best Beatle 2020. 
Lagom till att det var 30 år sedan Robert Johnson and Punchdrunks bildades gav skivbolaget Fanfar! 2022 ut samlingsalbumet Solna, Texas (1992-2022). I samband med skivans lansering återbildades också bandet och under 2023 började man spela live igen. Studioalbumet Surfopiates släpptes året därpå. 
Under våren 2025 släpptes albumet Pills, Thrills & Acting Smart där Conny Nimmersjö från Bob hund och den finske gitarrlegenden Pekka Laine medverkar på flera spår. Hösten 2025 släpps ytterligare ett studioalbum, Box Office Poison. 

## Diskografi

### Studioalbum
- Beaver Shot (1995)
- Feels Like Buzz Aldrin (1996)
- Aloha from Havana (1997)
- Fried on the Altar of Good Taste (2000)
- Cinemascope-A-Dope (2001)
- Taste the Whup at Oki Dog (2005)
- Traynor in Heaven for Link Wray (2006)
- 100% Pot Success (2009)
- Cimetière Pour Les Vivants (2012)
- Morte di Seeburg (2017)
- Surfopiates (2024)
- Pills, Thrills & Acting Smart (2025)
- Box Office Poison (2025)

### Singlar
- "Thrilla in Manila" (1996)
- "Spy vs Spy" (1997)
- "Rocket True Temper 20 Oz" (1999)
- "Sputnik Monroe" (2000)
- "Ali Pang" (2000)
- "Scientifically Raw" (2001)
- "Hahnenkammrennen" (2004)
- ”Tired Of Thurston” (2009)

### Samlingsalbum
- Almost Fried (But Not Stirred) (2005)
- Solna, Texas (1992-2022) (2023)